# Выборы в муниципальных округах «Петровский» и «Красненькая речка» (2011)
Выборы в муниципальных округах «Петровский» и «Красненькая речка» (так называемые «Тайные выборы») — дополнительные муниципальные выборы в двух муниципальных образованиях Санкт-Петербурга, прошедшие 21 августа 2011 года. В обоих округах баллотировалась Валентина Матвиенко. Чтобы назначить досрочные выборы, по три депутата в каждом из округов добровольно сложили с себя полномочия. Каждый избиратель имел право отметить в одном бюллетене трёх кандидатов.
Так как ранее заявлялось о намерении назначить Матвиенко представителем Санкт-Петербурга в Совете Федерации с последующим избранием её председателем палаты, для чего требовалось наличие у Матвиенко депутатского мандата любого уровня в данном субъекте федерации, выборы в этих двух муниципальных округах города фактически определяли претендента на должность спикера верхней палаты парламента, формально третьего человека в государстве.
Конфликт разгорелся в августе 2011 года между Валентиной Матвиенко, на тот момент — губернатором Санкт-Петербурга, и оппозицией, утверждавшей, что они не были допущены к участию в выборах в муниципальных образованиях «Красненькая речка» и «Петровский».

## Предыстория
31 июля 2011 года в некоторых СМИ появилась информация о выборах в МО города Санкт-Петербурга «Петровский» и «Красненькая речка», в которых принимает участие действующий губернатор Валентина Матвиенко. Мандат советника муниципалитета был необходим Матвиенко для того, чтобы попасть в Совет Федерации и стать его председателем (по рекомендации президента Д. А. Медведева). Оппозиция и некоторые граждане обвинили губернатора в использовании административного ресурса, так как регистрация кандидатов была завершена 27 июля, и кандидаты от оппозиции не смогли принять участия в выборах. Было подано несколько исков с требованием отменить выборы. Все судебные разбирательства завершились в пользу Матвиенко, выборы признаны законными.

## Позиция сторонников Матвиенко
По официальной версии, информация о выборах печаталась в муниципальных газетах («ПетровскийN — № 10 от 30.06.2011 и «Красненькая Речка» — № 14 от 30.06.2011). В качестве подтверждения были представлены номера вышеуказанных газет. По свидетельству администрации муниципальных образований, номера с объявлением распространялись среди жителей муниципалитетов.

## Позиция противников Матвиенко
По мнению противников, информация о выборах была предоставлена после регистрации кандидатов, номера с объявлением о выборах не распространялись среди жителей. В качестве косвенных подтверждений приводятся следующие факты:
- По признанию Горизбиркома и ЦИК, информацию о выборах они получили только 1 августа. Впоследствии заместитель председателя Горизбиркома Дмитрий Краснянский пояснил, что муниципалитеты уведомляли Горизбирком раньше через территориальные органы, но, так как все были в отпусках, информация поступила с задержкой.

- На сайтах МО «Петровский» и МО «Красненькая речка» отсутствовало объявление о выборах.

- Газеты, в которых объявлялось о выборах, были выложены в архив на сайтах муниципалитетов либо с опозданием («Петровский» был выложен 30 июля), либо не выложены совсем («Красненькая речка»).

- Обнаружены странности с датами выхода газет: № 9 газеты «Петровский» вышел после № 10, номера ежемесячной газеты «Красненькая Речка» 14 и 15 вышли в один день (при этом № 15 — без объявления о выборах попал в архив, а № 14 c объявлением — нет).

## Результаты

#### Округ «Красненькая речка»[4]
| Кандидат                     | Количество голосов | Результат          |
| ---------------------------- | ------------------ | ------------------ |
| Богатушин Антон Игоревич     | 1495               | избран             |
| Матвиенко Валентина Ивановна | 3830               | сложила полномочия |
| Черепанов Михаил Сергеевич   | 1446               | избран             |

#### Округ «Петровский»[5]
| Кандидат                     | Количество голосов | Результат             |
| ---------------------------- | ------------------ | --------------------- |
| Матвиенко Валентина Ивановна | 2593               | избран                |
| Матюшин Вячеслав Алексеевич  | 1556               | отказалась от мандата |
| Субботин Михаил Владимирович | 1578               | избран                |